# Черняк, Франц Андреевич
Франц Андреевич Черняк (укр. Франц Андрійович Черняк; 10 июля 1938, с. Лютина, Чехословакия, ныне — Прешовский край, Словакии — 6 апреля 2025) — украинский, словацкий и советский художник по стеклу. Профессор кафедры художественного стекла Львовской академии искусств. Заслуженный художник Украинской ССР (1983). Народный художник Украины (2002). Член НСХУ (1971).

## Биография
Окончил Львовское училище им. Труша (1963).
Был членом КПСС с 1967. В 1971 году окончил Львовский институт прикладного и декоративного искусства.
Ученик Р. Сельского и Д. Крвавича.
Был членом Союза художников СССР.
Проживал в Словакии. Скончался 6 апреля 2025 года в возрасте 86 лет.

## Творчество
Работал в жанре декоративно-прикладного искусства (гутное стекло).
Ф. Черняк в течение более сорока лет творил в стекле, постигая законы природы стекла. Он владел всеми техниками свободного формирования гутного стекла, удачно экспериментировал с формой и цветом.
Автор ряда экспериментальных работ, технологических изобретений в области гутного стекла.
Среди произведений — композиции «Лес», «Девушка с цветком» (обе — 1971), «Стеклодувы» (1977), «Космос» (1979), «Колос», «Карпаты», «Пингвины» (три последние — 1980), «Рыба», «Совы» (две последние — 1981), набор ваз «Красные цветы» (1981); «Космические профили» (1990), «Денежный мешок» (1996), «Диалог» (1997), «Портрет художника» (1997), «Мангетинг» (2001), светильники, объемно-пространственные декоративные композиции, витражи.
Работы художника находятся в музеях Киева, Ивано-Франковска, Москвы, Корнинга, Нью-Йорка, Нанси и многих частных собраниях Европы.

## Награды
- Орден Знак Почёта (1986)
- Народный художник Украины (2002)[2]
- Заслуженный художник Украинской ССР (1983)